# Parotis zambesalis
Parotis zambesalis is een vlinder uit de familie van de grasmotten (Crambidae), uit de onderfamilie van de Spilomelinae. De wetenschappelijke naam van deze soort is voor het eerst voorgesteld als Margaronia zambesalis door Francis Walker in een publicatie uit 1866.
De soort komt voor in Zuid-Afrika en Madagaskar.